# المسيحية في الأوروغواي

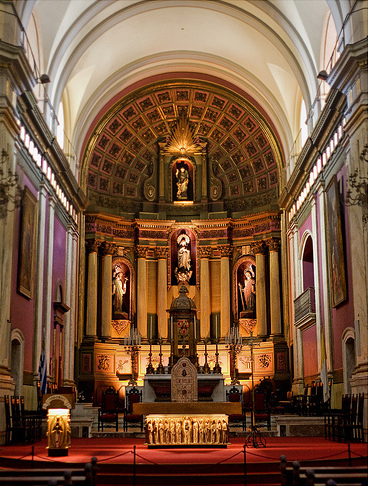
كاتدرائية متروبوليتان مونتيفيديو.

المسيحية في الأوروغواي هي أكبر الديانات في البلاد، ووفقًا لمسح سكاني يعود لعام 2006 وجد أن ما يقرب من 58.1% من سكان الأوروغواي يُعرّفون أنفسهم بأنهم مسيحيون، منهم 47% كاثوليك و11.1% بروتستانت وحوالي 23.2% يؤمنون بالله ولكن من دون الانتماء لديانة. في حين وجد مركز بيو للأبحاث عام 2010 أنَّ نسبة المسيحيين في الأوروغواي تصل إلى حوالي 57.9%.
تُعتبر الأوروغواي على نطاق واسع أكثر الدول علمانية في أمريكا اللاتينية. بدأت علمانية أوروغواي مع دور ثانوي نسبيًا للكنيسة في الحقبة الإستعماريَّة، مقارنة مع أجزاء أخرى من الإمبراطورية الإسبانية. وأدت الأعداد الصغيرة من الشعوب الأصلية في أوروغواي ومقاومتها الشرسة للتبشير إلى الحد من تأثير السلطات الكنسية. بعد الاستقلال، انتشرت الأفكار المناهضة للإكليروس مما أدى إلى تضائل تأثير الكنيسة. في عام 1837، تم الاعتراف بالزواج المدني وفي عام 1861 تولت الدولة إدارة المقابر العامة. في عام 1907، تم إضفاء الشرعية على الطلاق، وفي عام 1909، تم حظر جميع التعليم الديني من المدارس الحكومية. تحت تأثير جوزيه باتل ي أوردونيز (1903-1911) تم الفصل الكامل بين الكنيسة والدولة مع الدستور الجديد لعام 1917.

## تاريخ

### الحقبة الإستعمارية

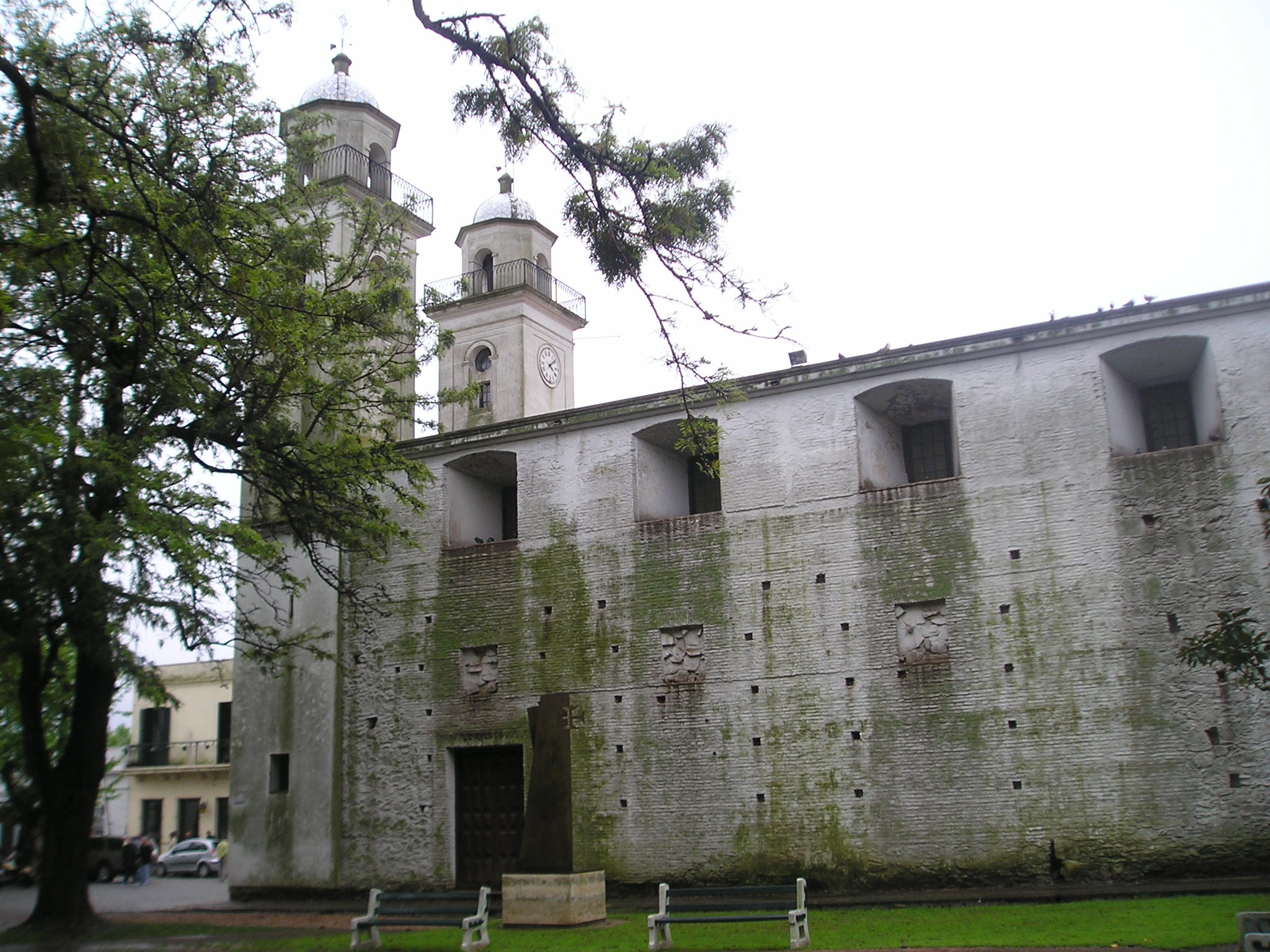
كنيسة القربان المقدس في كولونيا ديل ساكرامنتو: أقدم كنيسة في الأوروغواي.

تم اكتشاف المنطقة في عام 1516 من قبل الملاح الإسباني خوان دياز دي سوليس، وخضعها لتاج قشتالة. ضمت المنطقة على عدد قليل من القبائل الأصلية التي يُعتقد أنها من أصل غواراني والتشاروا والتشانايس والبوهانس والياروس والجوينوا. هذه الشعوب إما هربت من المنطقة أو تم إبادتها. كان أول المبشرين الذين وصلوا إلى المنطقة قادمين من بوينس آيرس وهم ثلاثة رهبان فرنسيسكان؛ وكان منهم برناردينو دي غوزمان، الذي أسس أول مستوطنة في سانتو دومينغو دي سوريانو والذي قال عنه أحد المؤرخين إنه «يجب اعتباره منشئ التواصل الاجتماعي في أوروغواي، لأنه كان قادرًا على انتزاع قبيلة بأكملها من البربرية وربطها بالتربة، وإرساء عادات العمل المربح والأخلاقي بينها». في وقت لاحق بدأ اليسوعيون عملهم التبشيري، مع إيلاء اهتمام خاص لتعليم الشباب.
حولت السلطات الإسبانية التي كان مقرها الرئيسي في بوينس آيرس المنطقة إلى أراضي رعوية وجلبت مائة رأس من الماشية، وهي أساس صناعة الماشية الهائلة في الجمهورية الحديثة. نشأت العديد من المراكز السكانية الصغيرة: سوريانو ومالدونادو وكولونيا ومونتيفيديو، التي أسسها في عام 1726 الحاكم الإسباني لبوينس آيرس، برونو موريسيو دي زابالا. خلال الفترة الإسبانية، طور المستعمرون الأوروغوايانيون مجتمعًا مزدهرًا. تم طرد اليسوعيين في عام 1767 كجزء من محاولة لكسر جهودهم لوقف استعباد السكان الأصليين في أمريكا الجنوبية من قبل السلطات الإستعمارية. بحلول عام 1800، قررت فئات التجار في أوروغواي قطع العلاقات مع إسبانيا. تطورت انتفاضة بقيادة الجنرال خوسيه خيرفاسيو أرتيغاس في عام 1811 تطورت إلى معركة من أجل الاستقلال عن الإمبراطورية الإسبانية استمرت أربع سنوات. في عام 1814، بعد الهزائم في لاس بيدراس وإل سيريتو، استسلم الأسبان وغادروا أوروغواي. ومع ذلك، استمرت النضالات ضد التطلعات القومية للأرجنتين والبرتغال والبرازيل في دموية المنطقة خلال العقد المقبل. أعلنت المنطقة استقلالها عن إمبراطورية البرازيل 27 أغسطس عام 1828، على الرغم من استمرار المناوشات مع حكومة الأرجنتين.

### الإستقلال

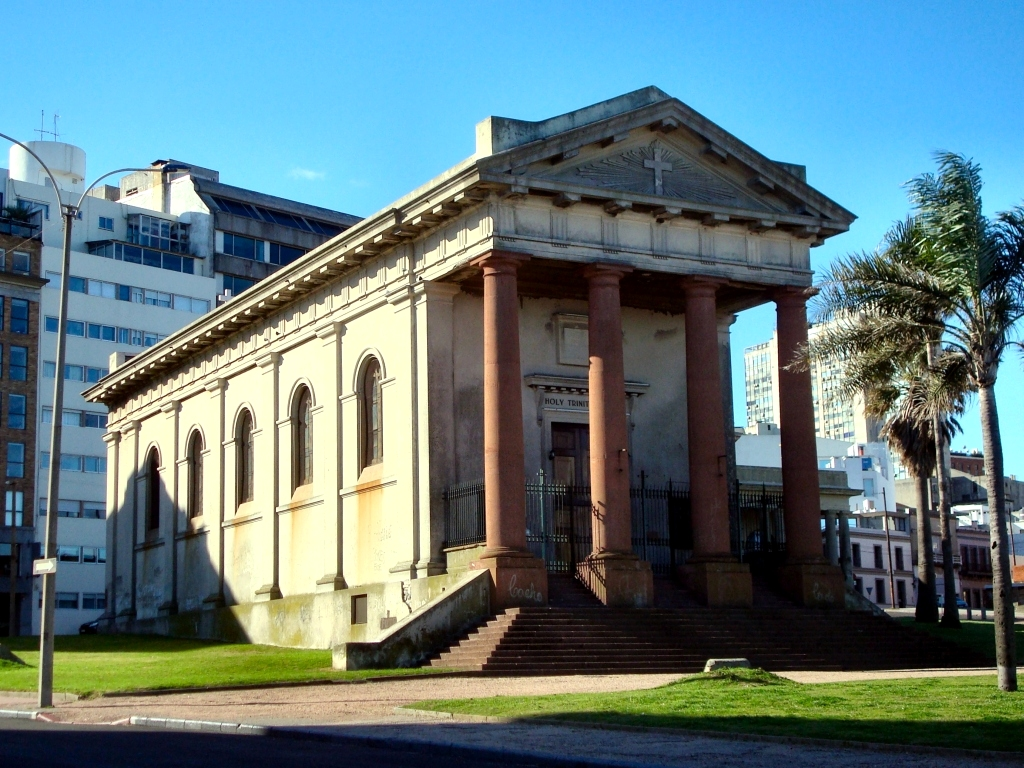
كاتدرائية الروح القدس الأنجليكانية في مدينة مونتيفيديو.

ظلت أوروغواي جزءًا من أبرشية بوينس آيرس حتى عام 1824، عندما تم تعيين داماسو أنطونيو لاراناغا نائبًا لمدينة مونتيفيديو ومقاطعتها. دعمت الكنيسة الاستقلال السياسي لأوروغواي، وقامت بدور نشط في النضال من أجل الاستقلال الذي حقق نجاحًا في 14 أغسطس عام 1832. في هذه المرحلة، تم ترقية لاراناغا إلى منصب نائب رسولي، وفي عام 1878 أصبحت مونتفيديو أسقفية، وأصبح لاراناغا أول أسقف عليها. عمل جاسينتو فيرا (1813-1881) كنائب رسولي منذ عام 1859، وعمل بنشاط لتنظيم الكنيسة في أوروغواي. وصلت «راهبات سيدة البستان»، وهي أول رهبنة نسائية إلى أوروغواي في حوالي عام 1857، وهي نفس الفترة التي شهدت عودة اليسوعيين إلى البلاد. وبينما يعود حضور الكاثوليكية الأول في البلاد إلى البعثات التبشيرية الإسبانية التي أرسلت الكهنة خاصًة من اليسوعيين إلى تحويل السكان الأصليين للكاثوليكية، ولكن الثقل السكاني الكاثوليكي في الأساس يعود إلى الهجرة الكبيرة من الدول الأوروبية إلى الأوروغواي حيث هاجر الملايين إلى البلاد وبشكل خاص من الأصول الإيطاليَّة والإسبانيَّة. وتشمل كذلك أصول أوروبية أخرى كالألمانيَّة، والآيرلنديَّة، والبرتغاليَّة، والفرنسيَّة، والكرواتيَّة والإنكليزيَّة وكان غالبيَّة هؤلاء المهاجرين من خلفية دينية كاثوليكية وحملوا معهم الثقافة الكاثوليكية وتقاليدها إلى الأوروغواي. كما شهدت البلاد قدوم موجات هجرة لطوائف مسيحية شرقية ومشرقية من الدولة العثمانية إلى الأوروغواي. خلال القرنين التاسع عشر والعشرين ،كان جميع الكهنة تقريبًا من الأجانب، وخاصًة الإيطاليين والإسبان.
بعد الاستقلال، عمل قادة الكنيسة الذين عملوا كمستشارين للقادة الثوريين كمشرعين قانونيين. وكان من بين أبرزهم داماسو أنطونيو لاراناغا مستشار خوسيه خيرفاسيو أرتيغاس ومؤسس المكتبة الوطنية عام 1816، وخوسيه بينيتو لاماس عميد جامعة بوينس آيرس؛ وخوان فرانسيسكو لاروبلا رئيس الجمعية التي أعلنت الاستقلال في فلوريدا (1825). نص دستور عام 1830 على أن المذهب الروماني الكاثوليكي هي دين الدولة. دعمت الحكومة الكنيسة الكاثوليكيَّة، وجعلت التعليم الديني إلزاميًا وساعدت الجهود للحفاظ على الإرساليات التبشيرية بين السكان الأصليين المتبقين في الأوروغواي. ومع ذلك، أثار الانقسام السياسي بين الحزب الوطني (المحافظين الكاثوليك في الغالب) وحزب كولورادو (الليبراليين) سلسلة من الحروب الأهلية التي أعاقت تقدم الأمة خلال القرن التاسع عشر.

### العصور الحديثة

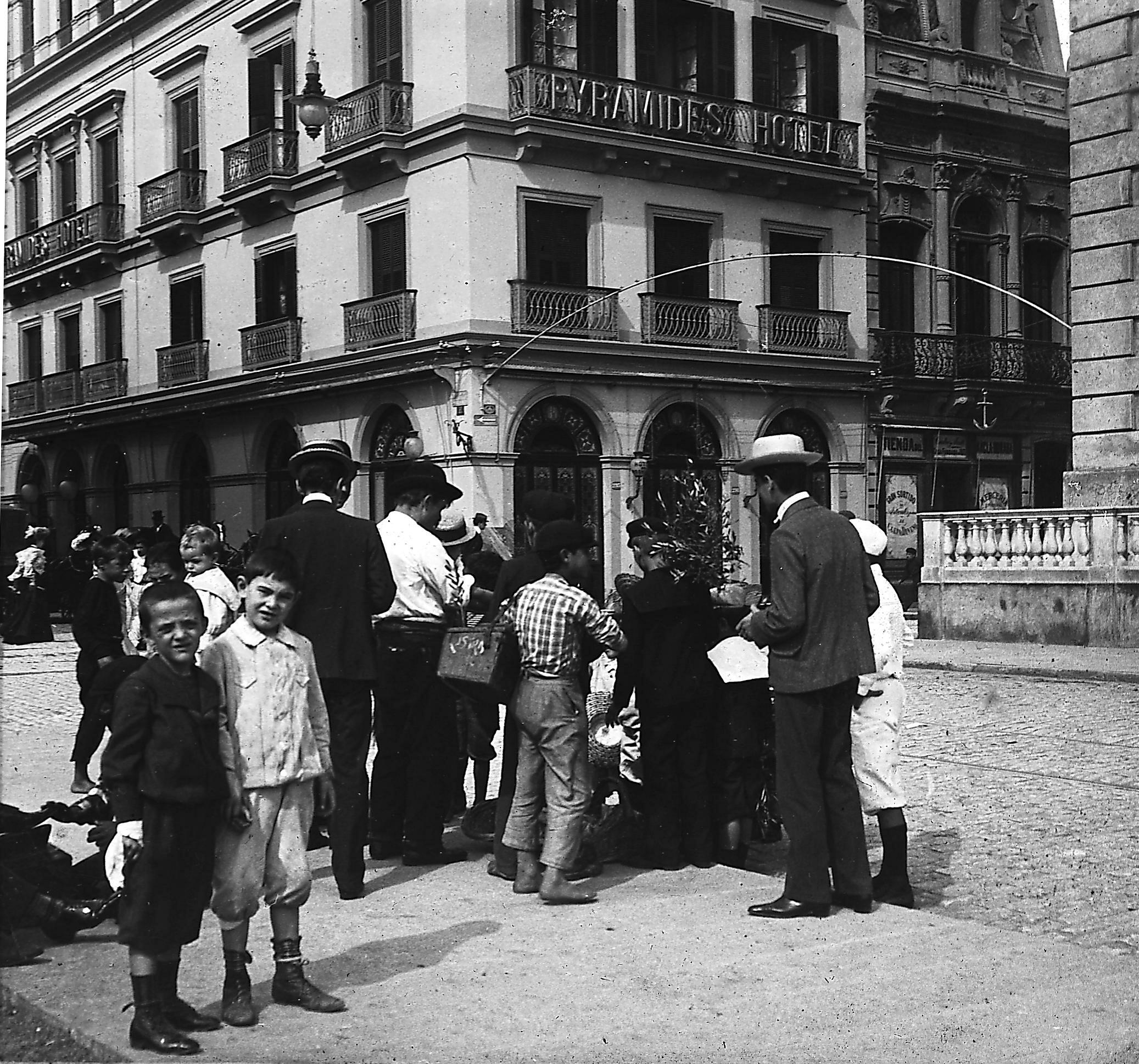
احتفالات أحد الشعانين في مدينة مونتيفيديو عام 1904.

ظلت الحكومة في أيدي حزب كولورادو من عام 1872 إلى عام 1958، وخلال ذلك الوقت تراجعت قوة الكنيسة الكاثوليكية، ويرجع ذلك في الغالب إلى انتشار معاداة الإكليروس من قبل الحكومة الليبرالية. في عام 1861 قامت الحكومة بتأميم المقابر في جميع أنحاء البلاد، وكسرت ارتباطاتها بالكنائس. بعد فترة وجيزة، منعت الحكومة الكنائس من الاضطلاع بدور في التعليم العام أو إصدار شهادات الزواج. واستمرت العلمنة في القرن العشرين حيث نصّ دستور جديد عام 1917 على تكريس فصل الدين والكنيسة عن الحياة العامة، وتمت إزالة الإشارات حول الله من القسم البرلماني والديني تم إسقاط الأسماء الدينيَّة من أسماء المدن والقرى. في عام 1904 تم تنصيب حكومة جوزيه باتل ي أوردونيز ودخلت أوروغواي فترة من الاستقرار السياسي والاجتماعي.
تحت إدارة جوزيه باتل ي أوردونيز، تم إلغاء التعليم الديني في المدارس العامة في أوروغواي في عام 1909، وكرّس دستور عام 1917 الفصل بين الكنيسة والدولة، على الرغم من استمراره في منح الإعفاء الضريبي للكنائس. بعد هذه النقطة، كانت الكنيسة الكاثوليكية مدعومة بالكامل بمساهمات أتباعها المؤمنين وانخفضت مواردها المالية بشكل كبير. وفي الوقت نفسه، أنشأت الحكومة دولة الرفاهية من خلال برامج الخدمة الاجتماعية والبنية التحتية الاقتصادية التي تدعمها التشريعات. كانت حكومة غابرييل تيرا (1931-1938) معادية للكنيسة، على الرغم من أنه خلال فترة ولايته استؤنفت العلاقات الدبلوماسية مع الكرسي الرسولي، التي توقفت منذ عام 1911.
في عام 1958، وصل كارلوس فيشر المحافظ إلى السلطة وبدأ الاقتصاد يتعثر. في أواخر الستينيات من القرن العشرين، بدأت توباماروس، وهي قوة حرب عصابات ماركسية، في اكتساب السلطة السياسية وفي عام 1973 دعموا انقلابًا عسكريًا سيطر على الحكومة. في غضون عام، سحق القادة العسكريون جماعة توباماروس، لكنهم احتفظوا بالسيطرة على الدولة حتى عام 1985 عندما انتخبت الدولة رئيسًا مدنيًا. في عام 1989 تم إعلان العفو عن السجناء السياسيين من النظام العسكري. سمحت حكومة ائتلافية منتخبة في عام 1990 للبلاد باستعادة استقرارها الاجتماعي ومستوى المعيشة المرتفع تقليديًا. في عام 1997 دعا أساقفة الأوروغواي الرئيس إلى الكشف عن مصير 150 مواطنًا اختفوا إبان الحكم الديكتاتوري العسكري، حتى يتم دفنهم بحسب الطقوس المسيحية. بحلول عام 2000 كان هناك 384 رعية ترعاها 1,110 أبرشية وحوالي 335 كاهنًا دينيًا. ضمت الكنيسة الكاثوليكية على حوالي 90 مدرسة ثانوية كاثوليكية بالإضافة إلى العمل في المستشفيات والمصحات والعيادات.

## الطوائف المسيحية

### الكاثوليكية

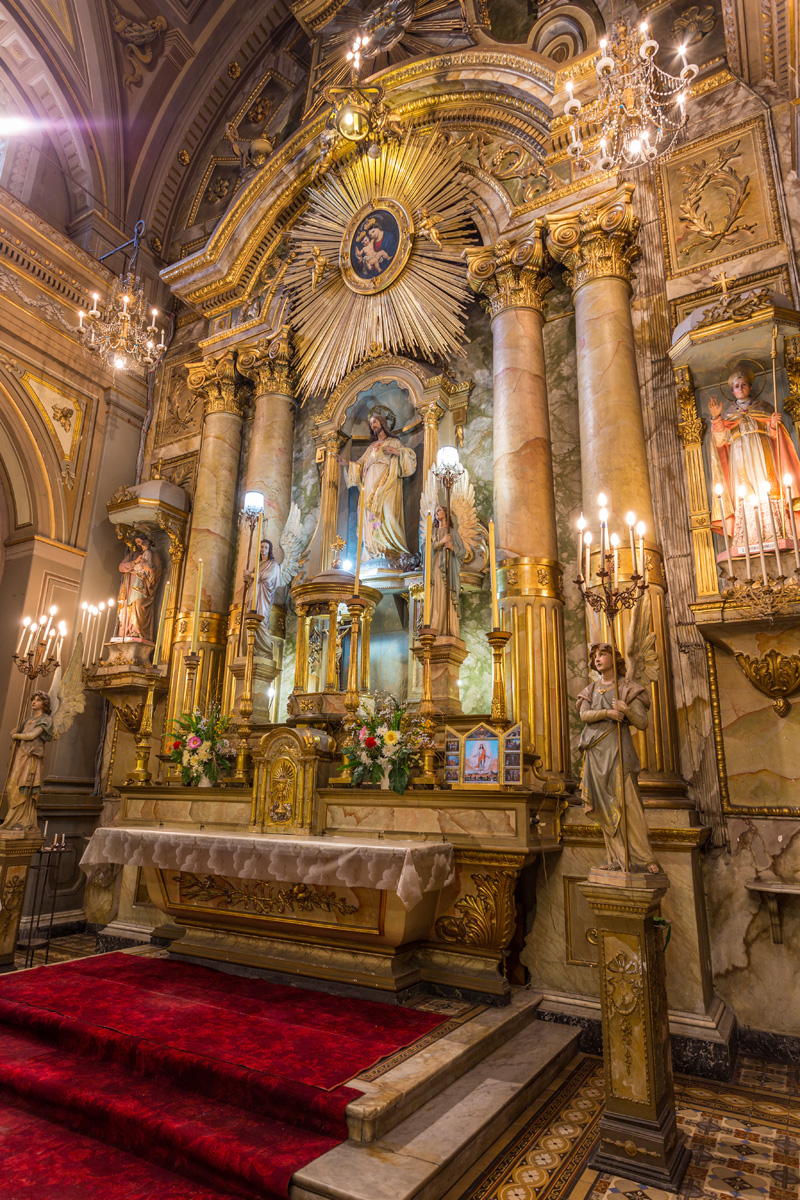
كابيلا دي لا كاريداد ديل التابعة لمستشفى ماسيل الكاثوليكي في مدينة مونتيفيديو.

يعود الحضور الكاثوليكي في أراضي الأوروغواي في أعقاب الإستيطان الأسباني للبلاد في عام 1624. وأصبحت مونتيفيديو أبرشية في عام 1878، بعد أن كانت نيابة رسوليَّة في عام 1830. اتبع المبشرين الكاثوليك نمط جمع الهنود في مجتمعات محليَّة، وتدريبهم في الزراعة، والتربية، والفنون الأخرى، إلى جانب ادخالهم في الإيمان المسيحي. جعل دستور عام 1830 الكاثوليكية دين الدولة وقامت الحكومة بدعم البعثات التبشيريَّة بين السكان الأصليين. وفي عام 1832 تأسست النيابة الرسولية في مونتيفيديو، والتي تمت ترقيتها في عام 1878 من قبل البابا ليون الثالث عشر إلى مقام أبرشية، وفي عام 1897 أصحبت مونتيفيديو مطرانيَّة.
وبينما يعود حضور الكاثوليكية الأول في البلاد إلى البعثات التبشيرية الإسبانية التي أرسلت الكهنة خاصًة من اليسوعيين إلى تحويل السكان الأصليين للكاثوليكية، ولكن الثقل السكاني الكاثوليكي في الأساس يعود إلى الهجرة الكبيرة من الدول الأوروبية إلى الأوروغواي حيث هاجر الملايين إلى البلاد وبشكل خاص من الأصول الإيطاليَّة والإسبانيَّة. وتشمل كذلك أصول أوروبية أخرى كالألمانيَّة، والآيرلنديَّة، والبرتغاليَّة، والفرنسيَّة، والكرواتيَّة والإنكليزيَّة وكان غالبيَّة هؤلاء المهاجرين من خلفية دينية كاثوليكية وحملوا معهم الثقافة الكاثوليكية وتقاليدها إلى الأوروغواي.
في عام 1861 قامت الحكومة بتأميم المقابر في جميع أنحاء البلاد، وكسرت ارتباطاتها بالكنائس. بعد فترة وجيزة، منعت الحكومة الكنائس من الاضطلاع بدور في التعليم العام أو إصدار شهادات الزواج. واستمرت العلمنة في القرن العشرين حيث نصّ دستور جديد عام 1917 على تكريس فصل الدين والكنيسة عن الحياة العامة، وتمت إزالة الإشارات حول الله من القسم البرلماني والديني تم إسقاط الأسماء الدينيَّة من أسماء المدن والقرى. في الوقت الحالي وعلى الرغم من أن غالبية سكان الأوروغواي ليسوا ملتزمين دينيًا، إلا أن أغلبيتهم أعضاء في في الكنيسة الرومانية الكاثوليكية كما ويٌعمد معظم أهالي الأوروغواي أبنائهم في الكنيسة في الكنيسة. في احصائيات أخرى لعام 2006 وجد أن هناك 2.3 مليون كاثوليكي مُعمد أي حوالي 53% من مجموع السكان، ويتوزعون على تسعة أبرشيات أكبرها أبرشية مونتيفيديو؛ وجدت دراسة قامت بها مركز بيو للأبحاث عام 2014 أنَّ حوالي 64% من سكان البلاد تربى على التقاليد الكاثوليكيَّة. كما يوجد في الأوروغواي حضور للكنائس الكاثوليكية الشرقية أبرزها الكنيسة الأرمنية الكاثوليكية والكنيسة المارونية. وتُعد عذراء الثلاثين راعية البلاد. أدى تنصب البابا الحالي من الأرجنتين مع لغة وإيماءات واسعة نشأت في سياسة أمريكا اللاتينية قد أحيى الفكرة القديمة لثقافة أمريكية لاتينية كاثوليكية منفصلة عن الثقافة الأمريكية الأنجلوسكسونية البروتستانتية البيضاء، ساعد هذا في زيادة التعريف الذاتي الكاثوليكي حتى في الأوروغواي.

### البروتستانتية

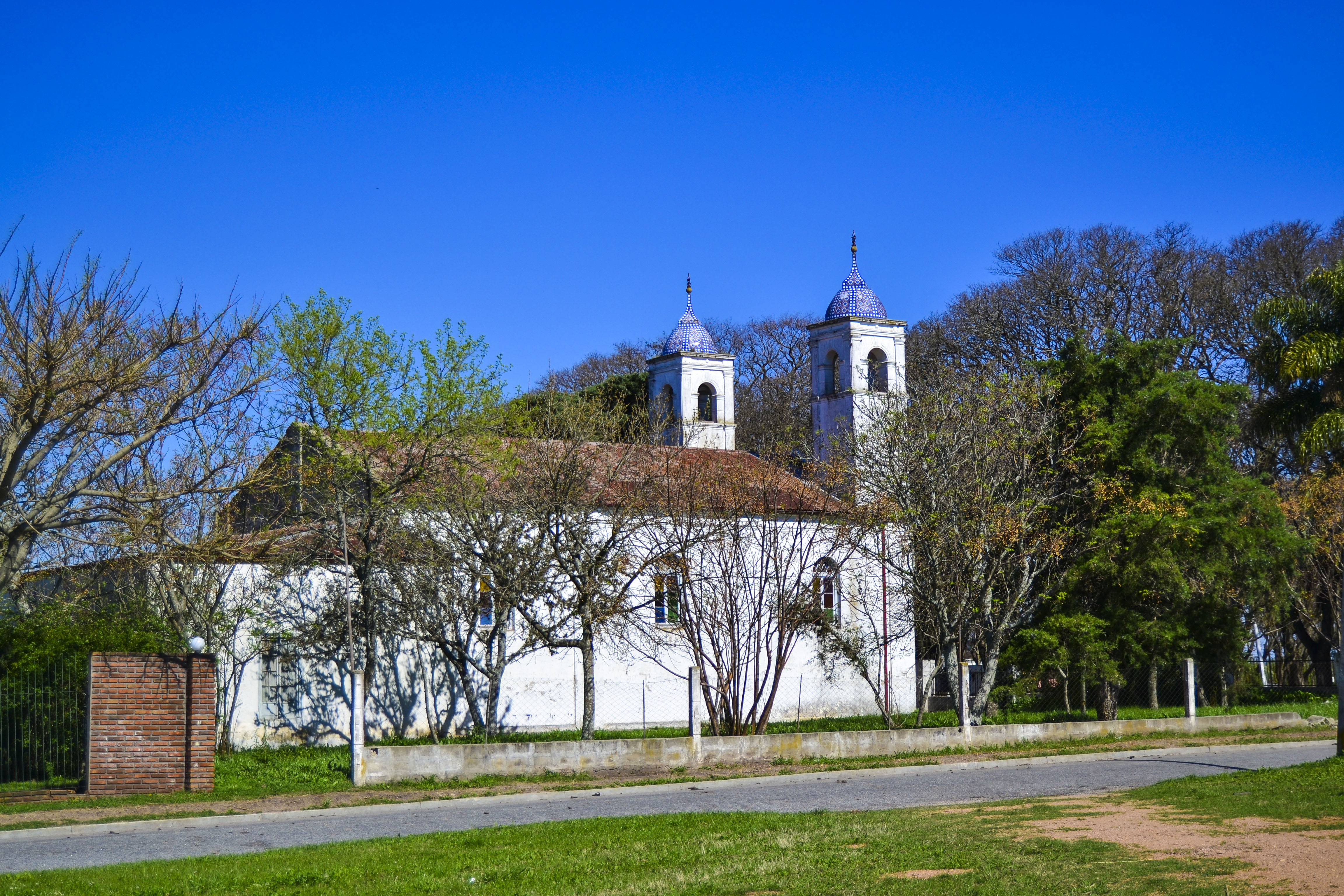
الكنيسة الولدينيسية في مستوطنة كولونيا لا باز.

البروتستانت أكثر نشاطًا والتزاما من الناحية الدينية مقارنًة بالكاثوليك. شيدت أول كنيسة أنجليكية في البلاد في عام 1844 من قبل التجار البريطانيين، ووصل أوائل المستوطنين من أتباع الولدينيسية من إيطاليا إلى أمريكا الجنوبية في عام 1856 ويصل عدد أعضائها إلى 15,000 بين الأوروغواي والأرجنتين. ويشمل التراث الروحي الولدينيسي المعاصر والتاريخي إعلان الإنجيل و خدمة الفئات المهمشة وتعزيز العدالة الاجتماعية وتعزيز العمل المشترك بين الأديان والدعوة إلى احترام التنوع الديني وحرية التعبير.
وتعتبر اليوم معلمًا تاريخيًا. وتعد الكنيسة الميثودية في أوروغواي من أكبر الطوائف البروتستانتية في البلاد تليها الكنيسة الرسولية الجديدة، والكنيسة الانجليكانية، والكنيسة المعمدانية، والكنيسة الإنجيلية ريو دي لا بلاتا، والكنيسة اللوثرية، والولدينسيين، والخمسينية والإنجيلية غير الطائفية وكنيسة الأدفنتست السبتيين. وقد وجدت دراسة قامت بها مركز بيو للأبحاث عام 2014 حول الديانة في أمريكا اللاتينية أن حوالي 15% سكان الأوروغواي من البروتستانت؛ ويشكل الخمسينيين حوالي 41% من مجمل المذاهب البروتستانتية.
تضم الأوروغواي حوالي ألف شخص من المينونايت، وتعود أصولهم إلى مجموعة عرقية أصول ألمانية هولندية استقرَّت في الإمبراطورية منذ 1789، حيث حافظت لفترة طويلة تقريبًا على ثقافتها الخاصة واللغة المينوناتية الألمانية السفلى واللغة الهولندية البنسلفانية. وفي عقد 1948 هاجر المينونايت من الاتحاد السوفيتي وأمريكا الشمالية.

### الطوائف المسيحية الأخرى

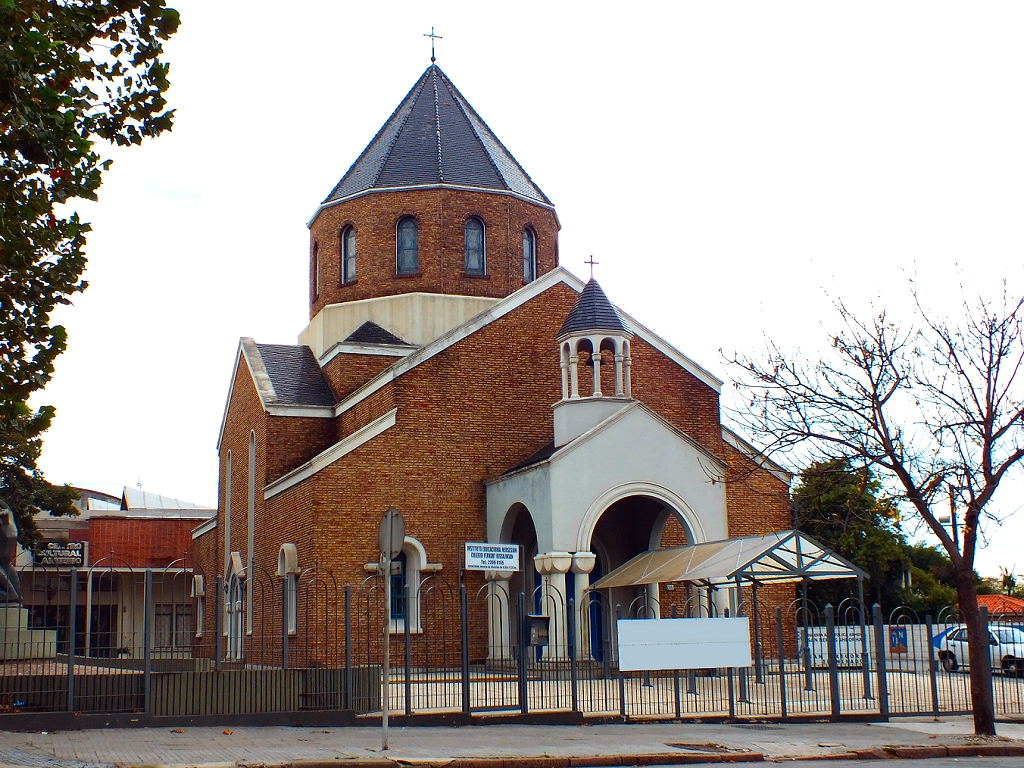
كنيسة الأرمن الأرثوذكس في مونتيفيديو.

تشمل الجماعات الدينية المسيحية الأخرى في الأوروغواي شهود يهوه والمورمون، أفادت كنيسة يسوع المسيح لقديسي الأيام الأخيرة في أوروغواي بوجود 95,726 عضوًا، يملكون 162 تجمعًا (107 جناح وحوالي 55 فرع)، وبعثتين، ومعبد واحد، اعتبارًا من 1 يناير 2011. ويعود وجود المورمون في البلاد إلى عقد 1920 مع قدوم المبشرين المورمون إلى البلاد.
هناك تواجد لطوائف مسيحية شرقية وصلت البلاد من خلال الهجرة وتنقسم إلى مجموعتين المجموعة الأولى قدمت من الدولة العثمانية وحملت هويات عثمانية وتعود أصولها إلى لبنان وسوريا وتركيا الحاليَّة (بعد الإبادة الجماعية للأرمن) وعموم الشرق الأوسط والمجموعة الثانية إلى اليونان والبلقان وأوروبا الشرقية وتتكون من أتباع الكنائس الأرثوذكسية الشرقية. تضم البلاد على حضور اجتماعي بارز لأتباع الكنيسة المارونية وكنيسة الأرمن الأرثوذكس، فللكنيسة الأرمنية الأرثوذكسية حضور بارز في العاصمة مونتيفيديو؛ لدى المجتمعات المسيحية المشرقية في الأوروغواي وجود بارز وهي مندمجة بشكل جيد، ويبرز أبنائها في مجال الأعمال التجارية، والتجارة، والخدمات المصرفيَّة، والصناعة والسياسة. يذكر أنَّ البرتو عبد االله الذي تولى منصب نائب الرئيس من عام 1967 حتى عام 1972 ينحدر من أصول لبنانيَّة ومارونية. وتضم البلاد على أقلية أرثوذكسية من المؤمنين القدماء، ومعظم أتباع طائفة المؤمنين القدماء هم من المواطنين ذوي الأصول الروسيَّة.

## الإلترام الديني

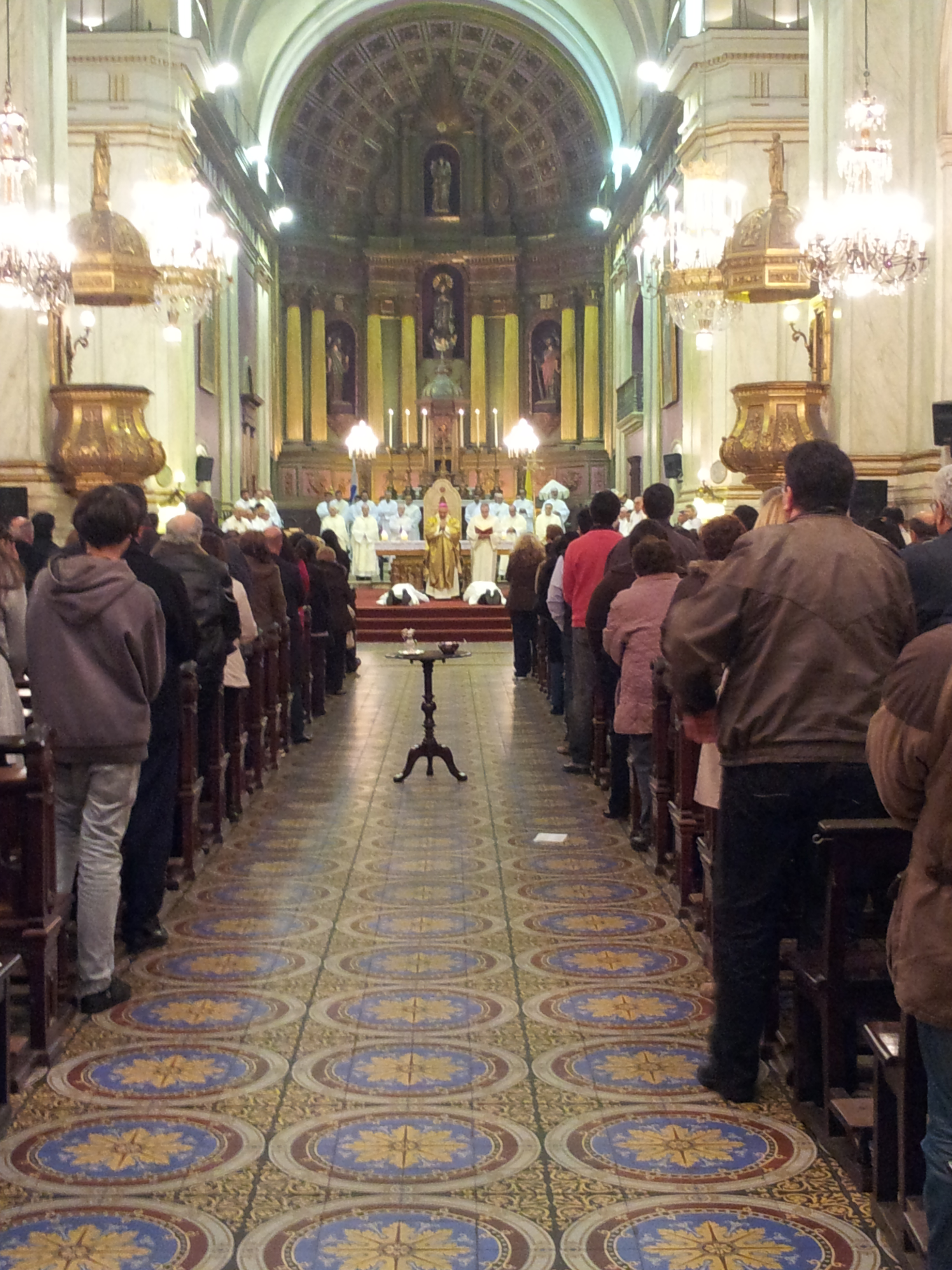
كاثوليك يؤدون الصلوات في كاتدرائية متروبوليتان مونتيفيديو.

وجدت دراسة قامت بها مركز بيو للأبحاث عام 2014 أنَّ حوالي 28% من مسيحيي الأوروغواي يعتبرون للدين أهميَّة في حياتهم. ويؤمن حوالي 97% من الكاثوليك وحوالي 98% من البروتستانت بالله، ويؤمن 22% من الكاثوليك وحوالي 56% من البروتستانت بحرفيَّة الكتاب المقدس. وقد وجدت دراسة قامت بها مركز بيو للأبحاث عام 2014 أنَّ حوالي 13% من المسيحيين يُداومون على حضور القداس على الأقل مرة في الأسبوع. في حين أنَّ 29% من المسيحيين يُداومون على الصلاة يوميًا.
على المستوى المذهبي وجدت الدراسة أنَّ البروتستانت هي المجموعات الدينية التي تملك أعلى معدلات حضور وانتظام للطقوس الدينية مع وجود أغلبية من الملتزمين دينيًا. عمومًا يعتبر البروتستانت الإنجيليين أكثر تدينًا من الكاثوليك؛ وقد وجدت دراسة قامت بها مركز بيو للأبحاث عام 2014 أنَّ حوالي 62% من البروتستانت يُداوم على الصلاة يوميًا بالمقارنة مع 33% من الكاثوليك. ويقرأ حوالي 51% من البروتستانت الكتاب المقدس أسبوعيًا على الأقل بالمقارنة مع 10% من الكاثوليك. ويصُوم حوالي 40% من البروتستانت خلال الصوم الكبير بالمقارنة مع 15% من الكاثوليك. ويُداوم حوالي 47% من البروتستانت على حضور القداس على الأقل مرة في الأسبوع بالمقارنة مع 9% من الكاثوليك. ويُقدم حوالي 42% من البروتستانت الصدقة أو العُشور، بالمقارنة مع 8% من الكاثوليك. وقال حوالي 28% من البروتستانت أنهم يشتركون في قيادة مجلس الكنيسة أو مجموعات صلاة صغيرة أو التدريس في مدارس الأحد، بالمقارنة مع 8% من الكاثوليك.

### القضايا الإجتماعية والأخلاقية
عمومًا يعتبر البروتستانت أكثر محافظة اجتماعيًة بالمقارنة مع الكاثوليك؛ يعتبر حوالي 68% من البروتستانت الإجهاض عمل غير أخلاقي بالمقارنة مع 87% من الكاثوليك، ويعتبر حوالي 63% من البروتستانت المثلية الجنسية ممارسة غير اخلاقية وخطيئة بالمقارنة مع 49% من الكاثوليك، حوالي 49% من البروتستانت يعتبر شرب الكحول عمل غير أخلاقي بالمقارنة مع 33% من الكاثوليك، ويعتبر حوالي 26% من البروتستانت الطلاق عمل غير أخلاقي بالمقارنة مع 12% من الكاثوليك.